# Giuseppe De Begnis
Giuseppe De Begnis (1793 – New York, 1849) è stato un basso italiano.

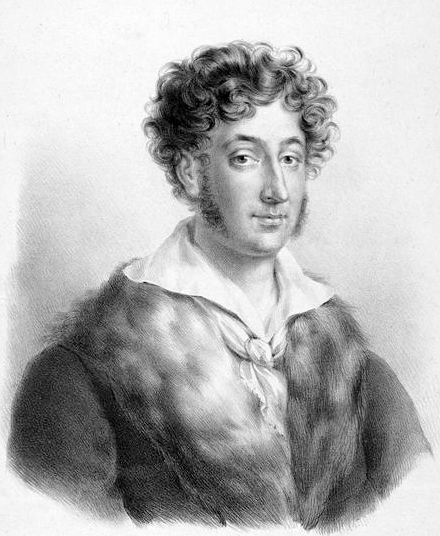
Giuseppe De Begnis

Il basso buffo De Begnis studiò con P.Bongiovanni, P.Mondini e A.Saraceni.
Esordì a Modena nel 1813 come buffo nel Ser Marcantonio di Stefano Pavesi.
Si specializzò quindi nei ruoli di basso buffo e fu scelto da Gioachino Rossini per interpretare il Dandini nella sua Cenerentola nel 1817, opera che inizialmente non ebbe un grande successo, ma che poi si è sempre più imposta nella storia della musica come opera fondamentale del repertorio rossiniano e lirico italiano.
Fu anche Geronio nel Turco in Italia sempre di Rossini in molti teatri italiani e all'estero, tra cui al Théâtre-Italien di Parigi e al King's Theatre di Londra. Sempre nella capitale inglese ebbe modo di interpretare il Mosè di Rossini al Covent Garden nel 1821 e l'anno dopo sempre al King's Theatre.
Ha cantato anche al Teatro alla Scala nel 1816, anno in cui sposò il soprano Giuseppina Ronzi, sua compagna artistica, da cui si separò pochi anni dopo.
Nel 1824 all'Almack's Assembly Rooms di Londra eseguì in prima assoluta la canzone a più voci Il pianto delle Muse in morte di Lord Byron di Rossini, con un cast stellare, con lo stesso Gioachino Rossini (tenore) nella parte di Apollo, le Muse i soprani Isabella Colbran, Maria Malibran e Giuditta Pasta, i tenori Manuel García e Pierre Begrez, il basso Remorini e appunto il basso De Begnis, esperienza straordinaria, che si ripeté anche il 24 luglio dello stesso anno all'Apsley House del duca di Wellington a Londra in un Concerto privato di arie, a cui prese parte lo stesso De Begnis, la moglie Giuseppina, con Isabella Colbran, Giuditta Pasta, il tenore Alberico Curioni e al pianoforte Gioachino Rossini.
Divenne in seguito direttore artistico del Teatro di Bath nella Stagione 1823-24 e all'Opera di Dublino nel periodo 1834-1837, teatro che lo aveva visto anche interprete nel 1829.

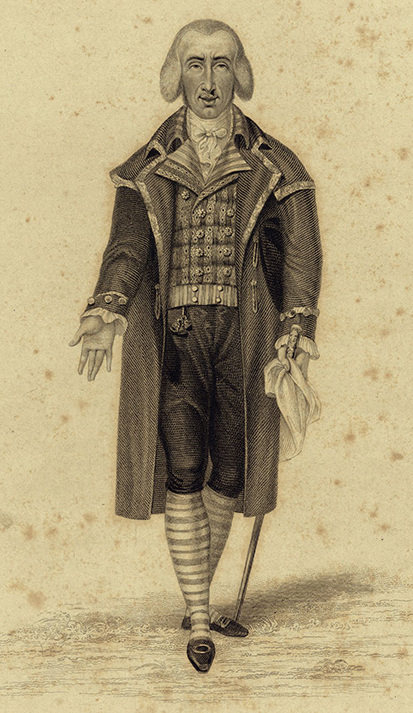
Ritratto di Giuseppe De Begnis in costume di scena